# Māra
Pour les articles homonymes, voir Mara.
Māra (sanskrit, pâli), littéralement « mort », est, dans le bouddhisme, l'esprit tentateur qui essaya d'empêcher Siddhartha Gautama d'atteindre l'éveil.

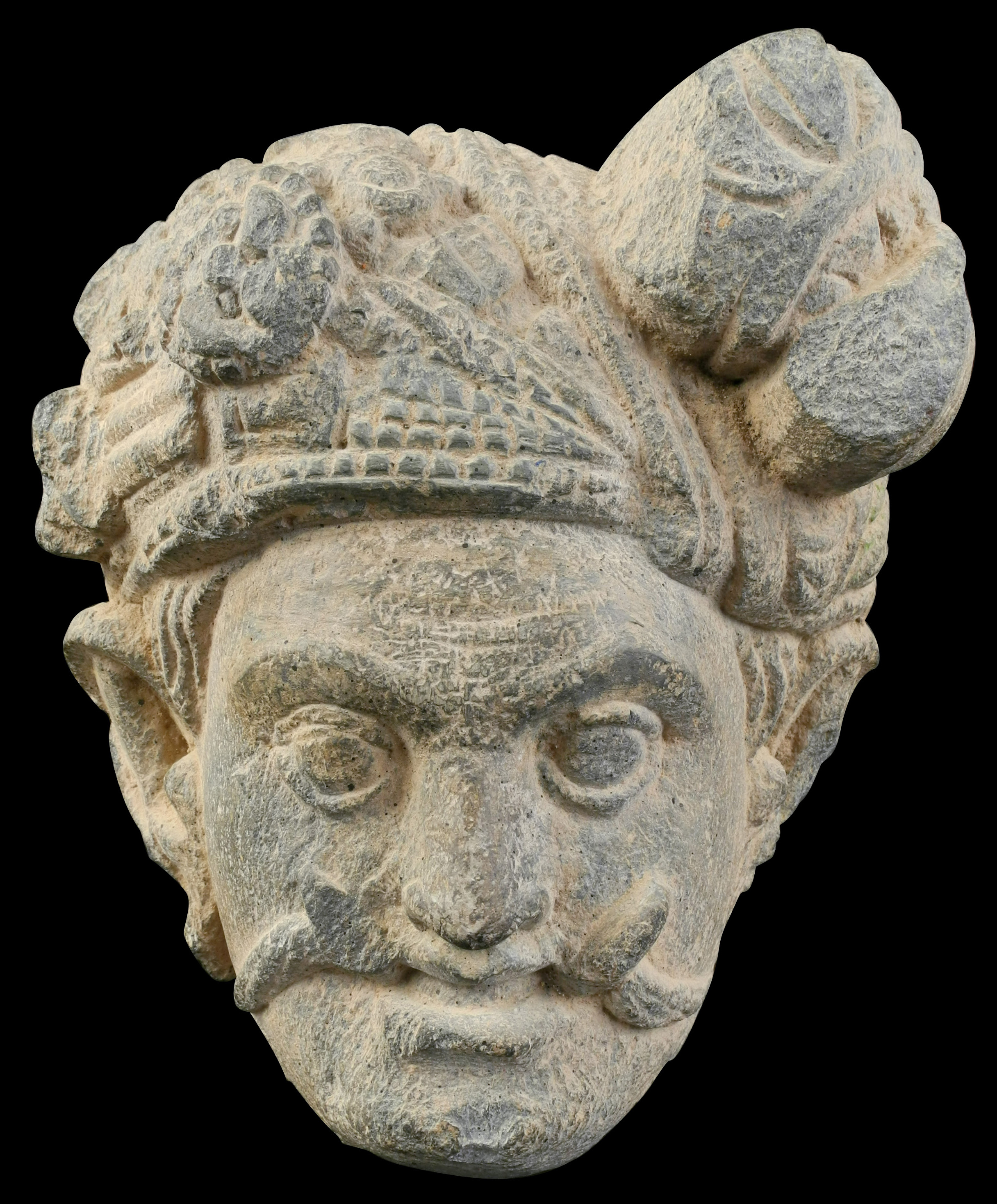
Fragment de bas-relief représentant Māra, style de Gandhara, trouvé dans la vallée de Swat

## Présentation
Il est le tentateur de Bouddha, personnification de la mort et du malin.

## Māra tentant de séduire le Bouddha

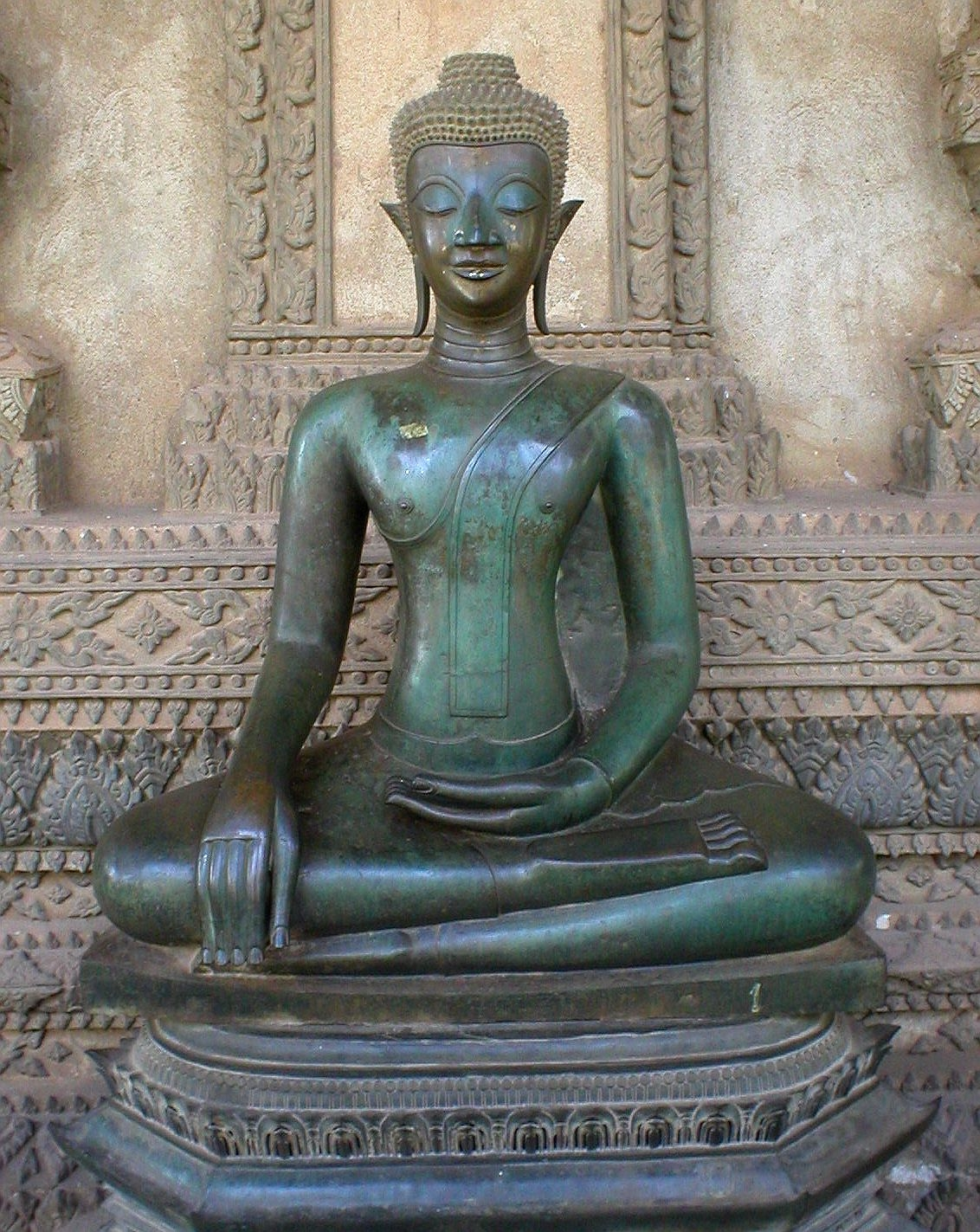
Bouddha « attestant la terre », XVIIIe siècle, Vat Phra Kèo, Vientiane (Laos)

Alors que Gautama demeurait assis sous l'arbre de la Bodhi jusqu'à atteindre l'illumination, Māra, le malin, le tentateur, envoya ses filles pour le séduire en dansant - mais Gautama n'ouvrit guère les yeux ; les filles disparurent. 
Puis Māra dénia l'éveil de Gautama, qui fit le geste connu sous le nom de bhûmisparshamudra, « la prise de la terre à témoin ». La terre trembla, prouvant l'éveil de Gautama et Māra disparut.
Selon les mythes bouddhistes, Phra Mae Thorani est personnifiée comme une jeune femme qui, en essorant ses cheveux, en fit sortir de l'eau pour noyer Māra, envoyé pour tenter le Bouddha quand il méditait sous l'arbre bodhi.

## Dans le theravāda
Dans le bouddhisme theravāda, Māra n'est pas tant un démon extérieur aux êtres qui naviguent dans le samsara, mais plutôt la « personnification des passions et des objets du désir » . 
Māra correspond essentiellement aux trois caractéristiques. Une distinction s'opère toutefois entre quatre Māra : 
- Démon des agrégats d'attachement, celui qui meurt, skandhamāra.
Les constituants de tout individu, skandha, étant affligés de ces caractéristiques, sont Māra : « Le corps est Māra ; en ce qui concerne Māra tu devrais contrôler tes désirs insatiables.  La sensation est Māra ; en ce qui concerne Māra tu devrais contrôler tes désirs insatiables. La perception est Māra ; en ce qui concerne Māra tu devrais contrôler tes désirs insatiables. Les formations mentales sont Māra ; en ce qui concerne Māra tu devrais contrôler tes désirs insatiables. La conscience est Māra ; en ce qui concerne Māra tu devrais contrôler tes désirs insatiables. » [3]
- Démon des passions, celui qui fait mourir, kleśmāra. 
Ce sont toutes les passions qui poussent à entretenir des actes, des paroles ou des pensées mauvaises, productrices de karma. La vie sera écourtée.. Ici, māra s'oppose aux actions vertueuses..
- Démon du seigneur de la mort, mṛtyumāra.
C'est l'impermanence, anicca : toute vie ne dure, en réalité, qu'un seul et bref instant de conscience. Dans ce contexte, Māra est donc un principe appliqué à tout phénomène.
- Le démon des fils divins, devaputramāra
Il s'agit ici de toute autre chose ; la distraction, le fait de ne pas se concentrer sur la seule tâche qui soit à accomplir, mettre un terme au samsara.

## Dans le vajrayāna
Dans le bouddhisme vajrayāna, les quatre démons sont : 
- Le démon des liens ;
- Le démon sans lien ;
- Le démon de la jouissance ;
- Le démon de l'orgueil.

## Dans les religions Européennes
Malgré le fait que Māra soit une divinité Bouddhiste, importé d'Asie durant la colonisation de l'Inde par les Anglais, il fait partie intégrante de l'ancienne religion Paienne de Lettonie : le 15 août, la Mara's Day est célébré en Lettonie.
Cette fête est un mélange de paganisme et de christianisme, en effet cette fête est par ailleurs inspiré des Fêtes mariales du 15 août dédiées à Marie (mère de Jésus).

## Dans le manga Jésus et Bouddha
Dans le manga Les Vacances de Jésus et Bouddha, Māra est un personnage récurrent, faisant alliance avec le démon Satan/Lucifer leur but est de déstabiliser Jésus-Christ et Siddhartha Gautama (Bouddha) dans leur mission divine et leurs vacances humaines au Japon technologique du XXIe siècle .

## Dans l'adaptation d'Osamu Tezuka
Dans le manga Bouddha d'Osamu Tezuka, Māra est représenté sous l'aspect d'une femme-serpent à quatre bras. Au lieu de tenter Bouddha sous l'arbre de Bodhi, elle rend Ananda invincible pour qu'il aille tuer Bouddha.

### Textes
- Sutta Nipâta, III (Mahâ-vagga), 2, vers 425-449. Trad. an. Thânissaro Bhikkhu, 2016
- Padhâna-sutta. Trad. an. Thanissaro Bhikkhu, 1999.
- Nidânakathâ. Trad. an. Thomas William Rhys Davids (1925) : Buddhist Birth-Stories, Forgotten Books, 2017.
- Ashvagosha, Buddhacarita (vers 150), trad. an. Charles Willemen, Berkeley, 2009 PDF

### Études
- Philippe Cornu, Dictionnaire encyclopédique du bouddhisme [détail des éditions]
- Nyanatiloka, Vocabulaire pali-français des termes bouddhiques, Adyar, 1995